# Hozelec
Hozelec (em alemão: Hohesalz; húngaro: Ószelec) é um município da Eslováquia, situado no distrito de Poprad, na região de Prešov. Tem 4 km² de área e sua população em 2018 foi estimada em 779 habitantes.

## Demografia
| Ano:        | 1994 | 2004    | 2014   | 2024   |
| ----------- | ---- | ------- | ------ | ------ |
| Broj ljudi: | 684  | 831     | 795    | 777    |
| Razlika:    |      | +21,49% | -4,33% | -2,26% |

| Ano:               | 2023 | 2024   |
| ------------------ | ---- | ------ |
| Número de pessoas: | 787  | 777    |
| Diferença:         |      | -1,27% |